# Cerodontha mussooriensis
Cerodontha mussooriensis är en tvåvingeart som beskrevs av Garg 1971. Cerodontha mussooriensis ingår i släktet Cerodontha och familjen minerarflugor. Inga underarter finns listade i Catalogue of Life.